# Eduardo Cubells Ridaura
Eduardo Cubells Ridaura (Algirós, Ciutat de València, 17 de gener de 1900 - 13 de març de 1964) va ser un futbolista valencià, conegut per ser el primer jugador a disputar un partit de caràcter internacional de la història del València CF. Era conegut amb el sobrenom de Cucala. Va ser internacional amb la selecció espanyola.

## Biografia
Nascut al barri d'Algirós, Cubells va jugar al futbol a alguns dels equips desapareguts que hi havia a València a les primeries del segle xx, com el Rat-Penat o el Deportivo Español
 per a pasar al València FC quan aquest es va fundar. També va jugar breument al Sevilla FC, quan es va mudar amb la seua família a la ciutat andalusa, si bé prompte tornaria a València per jugar amb el seu equip. Va ser el primer jugador de l'equip merengot en debutar amb la selecció espanyola, a mitjan anys 20.
També va ser un dels primers ídols dels de Mestalla, junt a Arturo Montesinos, Montes, amb qui tenia una gran amistat, malgrat la rivalitat dels aficionats ("montistes" i "cubellistes").
Futbolista semi-professional, va retirar-se quan comptava amb 28 anys, per a dedicar-se a la botiga d'ultramarins familiar, si bé també va ser entrenador del València CF entre d'altres, la temporada en què va aconseguir-se la segona lliga, i després, secretari tècnic del club.
Com a entrenador, va entrenar també a la selecció Valenciana de futbol al partit amistós contra Catalunya celebrat a Montjuïc durant la Guerra Civil Espanyola, que va ser organitzat per l'aleshores president valencianista, Josep Rodríguez i Tortajada.